# Знак чотирьох
«Знак чотирьох» (англ. «The Sign of the Four») — детективна повість шотландського письменника Артура Конан Дойла. Вперше видана 1890 року в літературному журналі «Strand Magazine». Входить до серії творів, де головним героєм є відомий англійський детектив містер Шерлок Холмс та його друг доктор Ватсон.
Повість «Знак чотирьох» принесла Артуру Конан Дойлу славу і надовго закріпила за ним «автора Шерлока Холмса».

## Сюжет
Містер Шерлок Холмс та його друг доктор Джон Ватсон сперечалися з приводу особливостей дедуктивного методу, коли Холмсу доповіли про прихід клієнтки — молодої міс на ім'я Мері Морстен. Вона звернулася до них по допомогу. Справа полягала в тому, що їй уже впродовж п'яти років поспіль висилали по одній перлині. Міс благала Холмса і Ватсона, щоб вони поїхали разом із нею, тому що вона отримала особливого листа. У ньому йшлося про те, що дівчина повинна бути сьогодні ввечері біля театру «Ліцеум» із двома своїми друзями. Оскільки вона таких не мала, то звернулася саме до Холмса. І відомий детектив погодився розплутати цю справу.
Невдовзі від містера Тадеуша Шолто, який і був автором листа, Холмс та Ватсон дізнаються, що Мері є спадкоємицею легендарних скарбів Аґри. Тадеуш заявив, що свою частину від цих скарбів Мері отримає тоді, коли прибуде до будинку містера Бартолом'ю Шолто, його брата.
Однак виявилося, що господаря будинку вбито, а скарб — викрадено.
Холмс дізнається, що викрадачем є каторжник-інвалід Джонатан Смолл, а вбивцею — його слуга дикун Тонґа.
Ватсон та Холмс з'ясовують, що заарештувати винуватців злочину можна буде тоді, коли вони пропливатимуть на катері «Аврора» по Темзі.
Наступного дня разом з інспектором Джонсом та кількома поліцейськими вони розпочали переслідування «Аврори». Під час погоні Холмс і Ватсон змушені застрелити Тонґу через те, що він намагався вбити їх отруйним дротиком.
«Аврора» пристала до берега й поліція відразу ж заарештувала Смолла. Але згодом виявилося, що він, побачивши переслідувачів, викинув скарби в річку.
Під час ведення справи доктор Ватсон закохується в міс Мері Морстен та пропонує їй свою руку і серце. Вона погоджується.
Коли Холмс дізнається про заручини друга, ця обставина сильно вразила його. Але він швидко опановує себе й говорить Ватсону, що відтепер його розум втратить ясність. І саме через це він сам, Холмс, ніколи не одружиться.

## Екранізації
| Рік  | Формат        | Назва українською                                   | Оригінальна назва                                        | Країна          | Режисер                                         | Шерлок Холмс                                 | Доктор Ватсон         |
| ---- | ------------- | --------------------------------------------------- | -------------------------------------------------------- | --------------- | ----------------------------------------------- | -------------------------------------------- | --------------------- |
| 1905 | Фільм (німий) | Пригоди Шерлока Холмса або викрадення заради викупу | англ. Adventures of Sherlock Holmes; or, Held for Ransom | США             | Джеймс Стюарт Блектон                           | Гілберт Андерсон                             | Кірл Белью            |
| 1913 | Фільм (німий) | Шерлок Холмс розгадує знак чотирьох                 | англ. Sherlock Holmes Solves the Sign of the Four        | США             | Ллойд Лонерган                                  | Гаррі Бенхам                                 | Чарльз Ґанн           |
| 1923 | Фільм (німий) | Знак чотирьох                                       | англ. The Sign of the Four                               | Велика Британія | Моріс Елві                                      | Ейл Норвуд                                   | Артур Каллін          |
| 1932 | Фільм         | Знак чотирьох                                       | англ. The Sign of the Four                               | Велика Британія | Грем Каттс                                      | Артур Вонтнер                                | Ієн Гантер            |
| 1968 | Телесеріал    | Шерлок Холмс                                        | англ. Sherlock Holmes                                    | Велика Британія | Девід Годдард (1964-65), Вільям Стерлінг (1968) | Дуглас Вілмер (1964-65), Пітер Кашинг (1968) | Найджел Сток          |
| 1974 | Фільм         | Знак чотирьох                                       | нім. Das Zeichen der Vier                                | Франція, ФРН    | Жан-П'єр Декурт                                 | Рольф Беккер                                 | Роджер Ламонт         |
| 1983 | Фільм         | Знак чотирьох                                       | англ. The Sign of the Four                               | Велика Британія | Десмонд Девіс                                   | Ієн Річардсон                                | Девід Хілі            |
| 1983 | Мультфільм    | Шерлок Холмс та знак чотирьох                       | англ. Sherlock Holmes and the Sign of Four               | Австралія       | Ян Маккензі, Алекс Ніколас                      | Пітер О'Тул (озвучення)                      | Ерл Кросс (озвучення) |
| 1983 | Телесеріал    | Скарби Агри                                         | рос. Сокровища Агры                                      | СРСР            | Ігор Масленников                                | Василій Ліванов                              | Віталій Соломін       |
| 1987 | Телесеріал    | Шерлок Холмс                                        | англ. Sherlock Holmes                                    | Велика Британія | Пітер Гаммонд                                   | Джеремі Бретт                                | Едвард Хардвік        |
| 2001 | Фільм         | Знак чотирьох                                       | англ. The Sign of the Four                               | Канада          | Родні Гіббонс                                   | Метт Фрюер                                   | Кеннет Велш           |
| 2014 | Телесеріал    | Шерлок                                              | англ. Sherlock                                           | Велика Британія | Колм МакКарті                                   | Бенедикт Камбербетч                          | Мартін Фріман         |